# Zbigniew Wacław Dębski
Zbigniew Wacław Dębski (ur. 1931 na Podlasiu, zm. w kwietniu 2013 w Warszawie) – polski malarz współczesny.

## Życiorys
W latach 1950–1956 studiował w Akademii Sztuk Pięknych w Warszawie pod okiem profesorów: Antoniego Łyżwańskiego, Michała Borucińskiego, Edwarda Kokoszko, Kazimierza Tomorowicza.
Szukał „nośności informacyjnej” w pastiszach, pejzażach miejskich, krajobrazach wiejskich, portretach, abstrakcjach i najmniej znanych kompozycjach z aktami kobiecymi. Ogromna większość jego obrazów znajduje się w prywatnych zbiorach w Polsce, Austrii, Kanadzie, USA, Japonii, Francji, Szwajcarii, Wenezueli i Tajlandii.
Wziął udział w kilkunastu wystawach w Warszawie (Zachęta), Radomiu, Szczecinie, Poznaniu, Zielonej Górze, Ostrołęce, Mannheimie i Baltimore. Ponadto w latach 80. swoje prace zaprezentował na trzech wystawach indywidualnych w galerii „Vena”.
Został pochowany na warszawskich Powązkach.